# Ванденберге, Гарри
Га́рри Ванденбе́рге (англ. Garry Vandenberghe, вариант написания фамилии Га́рри ван ден Бе́рге, англ. Garry Van Den Berghe; род. 13 ноября 1960, La Rivière, Манитоба) — канадский кёрлингист.
В составе мужской сборной Канады чемпион (1996) и вице-чемпион (1999) чемпионата мира среди мужчин. Двукратный чемпион Канады среди мужчин (1996, 1999).
Играл в основном на позиции второго.

## Достижения
- Чемпионат мира по кёрлингу среди мужчин: золото (1996), серебро (1999).
- Чемпионат Канады по кёрлингу среди мужчин: золото (1996, 1999).
- Канадский олимпийский отбор по кёрлингу: серебро (2005).
- Кубок Канады по кёрлингу: бронза (2005).

## Команды
| Сезон   | Четвёртый     | Третий            | Второй            | Первый            | Запасной                       | Турниры                       |
| ------- | ------------- | ----------------- | ----------------- | ----------------- | ------------------------------ | ----------------------------- |
| 1990—91 | Джефф Стоутон | Dave Iverson      | Кен Тресур        | Гарри Ванденберге | Howard Restall                 | ЧК 1991 (5 место)             |
| 1993—94 | Джефф Стоутон | Кен Тресур        | Гарри Ванденберге | Дэррил Ганнлагсон |                                |                               |
| 1994—95 | Джефф Стоутон | Джефф Райан       | Гарри Ванденберге | Дэррил Ганнлагсон |                                |                               |
| 1995—96 | Джефф Стоутон | Кен Тресур        | Гарри Ванденберге | Стив Гулд         | Дэррил Ганнлагсон              | ЧК 1996 · ЧМ 1996             |
| 1996—97 | Джефф Стоутон | Кен Тресур        | Гарри Ванденберге | Стив Гулд         |                                |                               |
| 1997—98 | Джефф Стоутон | Кен Тресур        | Гарри Ванденберге | Стив Гулд         | Arnold Asham                   | КООК 1997 (6 место)           |
| 1998—99 | Джефф Стоутон | Джон Мид          | Гарри Ванденберге | Даг Армстронг     | Стив Гулд тренер: Джим Уэйт    | ЧК 1999 · ЧМ 1999             |
| 1999—00 | Джефф Стоутон | Джон Мид          | Гарри Ванденберге | Даг Армстронг     | Дэррил Ганнлагсон              | ЧК 2000 (4 место)             |
| 2000—01 | Джефф Стоутон | Джон Мид          | Гарри Ванденберге | Даг Армстронг     |                                |                               |
| 2001—02 | Джефф Стоутон | Джон Мид          | Гарри Ванденберге | Даг Армстронг     | Джим Спенсер                   | КООК 2001 (6 место)           |
| 2002—03 | Джефф Стоутон | Джон Мид          | Гарри Ванденберге | Джим Спенсер      |                                |                               |
| 2003—04 | Джефф Стоутон | Джон Мид          | Гарри Ванденберге | Стив Гулд         |                                | КК 2004 (5 место)             |
| 2004—05 | Джефф Стоутон | Джон Мид          | Гарри Ванденберге | Стив Гулд         |                                | КК 2005                       |
| 2005—06 | Джефф Стоутон | Джон Мид          | Гарри Ванденберге | Стив Гулд         | Don Harvey тренер: Tom Patrick | КООК 2005 · ЧК 2006 (6 место) |
| 2006—07 | Deane Horning | Гарри Ванденберге | Trevor Perepolkin | Тайрел Гриффит    |                                |                               |
| 2009—10 | Jay Peachey   | Grant Dezura      | Гарри Ванденберге | Robbie Gallaugher |                                |                               |

(скипы выделены полужирным шрифтом)

## Частная жизнь
Женат, двое детей. Шурин Гарри (брат его жены), Дэррил Ганнлагсон — кёрлингист, чемпион мира и Канады, Гарри и Дэррил неоднократно играли в одной команде.
Начал выступать во «взрослом» кёрлинге в 1986. После завершения карьеры кёрлингиста иногда тренирует клубные команды, в т. ч. был тренером команды провинции Манитоба (скип Джейсон Гуннлаугсон) на мужском чемпионате Канады 2020.
Сыграл самого себя (камео) в эпизоде художественного фильма 2002 года «Парни с мётлами».